# Siège de Ryūgasaki
Le siège de Ryūgasaki de 1545 est une des nombreuses batailles menées par Takeda Shingen dans le cadre de sa campagne de prise de contrôle de la province de Shinano durant l'époque Sengoku de l'histoire du Japon. La forteresse est un château satellite de Fukuyo. Elle est tenue par Yoshinaga Mitoyoshi, vassal des Tozawa. Yoshinaga lui-même perd la vie au combat tandis que la forteresse succombe.

## Source de la traduction
- (en) Cet article est partiellement ou en totalité issu de l’article de Wikipédia en anglais intitulé « Siege of Ryūgasaki » (voir la liste des auteurs).